# Суперкубок Італії з футболу серед жінок
Суперкубок Італії з футболу серед жінок (італ. Supercoppa Italia di calcio femminile) — національний суперкубок Італії з футболу, призначений для жіночих футбольних команд, що проводиться під егідою Італійської федерації футболу і щорічно організовується жіночим футбольним дивізіоном тієї ж Італійської федерації футболу. В матчі за суперкубок зустрічаються команда переможниця Serie A Femminile та команда, що виграла Кубок Італії з футболу серед жінок. Лише в 2020 та 2021 роках турнір складався з 4 команд і розпочинався зі стадії півфіналів.

## Фінали
| Рік  | Володар                | Рахунок        | Фіналіст           |
| ---- | ---------------------- | -------------- | ------------------ |
| 1997 | «Модена»               | 4–1            | «Аіркарго Альяна»  |
| 1998 | «АКФ Мілан»            | 4–0            | «Модена»           |
| 1999 | «АКФ Мілан» (2)        | 2–1            | «Лаціо КФ»         |
| 2000 | «Торрес»               | 4–3            | «АКФ Мілан»        |
| 2001 | «Бардоліно»            | 3–2            | «Торрес»           |
| 2002 | «Фороні»               | 2–0            | «Ентерпрайз Лаціо» |
| 2003 | «Фороні» (2)           | 6–1            | «Децімум Лаціо»    |
| 2004 | «Торрес» (2)           | 5–0            | «АКФ Мілан»        |
| 2005 | «Бардоліно Верона» (2) | 1–0            | «Торрес»           |
| 2006 | «Ф'яммамонца»          | 1–0            | «Бардоліно Верона» |
| 2007 | «Бардоліно Верона» (3) | 1–0            | «Торіно»           |
| 2008 | «Бардоліно Верона» (4) | 1–0            | «Торрес»           |
| 2009 | «Торрес» (3)           | 2–1            | «Бардоліно Верона» |
| 2010 | «Торрес» (4)           | 2–0            | «Реджана»          |
| 2011 | «Торрес» (5)           | 2–1            | «Таваньякко»       |
| 2012 | «Торрес» (6)           | 2–1            | «Брешія»           |
| 2013 | «Торрес» (7)           | 2–1            | «Таваньякко»       |
| 2014 | «Брешія»               | 1–1 (4–3 пен.) | «Таваньякко»       |
| 2015 | «Брешія» (2)           | 0–0 (3–2 пен.) | «Бардоліно Верона» |

| Рік  | Володар       | Рахунок        | Фіналіст      |
| ---- | ------------- | -------------- | ------------- |
| 2016 | «Брешія» (3)  | 2–0            | «АГСМ Верона» |
| 2017 | «Брешія» (4)  | 4–1            | «Фіорентіна»  |
| 2018 | «Фіорентіна»  | 1–0            | «Ювентус»     |
| 2019 | «Ювентус»     | 2–0            | «Фіорентіна»  |
| 2020 | «Ювентус» (2) | 2–0            | «Фіорентіна»  |
| 2021 | «Ювентус» (3) | 2–1            | «Мілан»       |
| 2022 | «Рома»        | 1–1 (4–3 пен.) | «Ювентус»     |
| 2023 | «Ювентус» (4) | 2–1            | «Рома»        |
| 2024 | «Рома» (2)    | 3–1            | «Фіорентіна»  |

## Клуби, що ставали володорами Суперкубку Італії
Володарами Суперкубку Італії серед жінок ставали 10 клубів
| Місце | Клуб            | Переможець | Остання перемога |
| ----- | --------------- | ---------- | ---------------- |
| 1     | «Торрес»        | 7          | 2013             |
| 2     | «Ювентус»       | 4          | 2023             |
| 3     | «Брешія»        | 4          | 2017             |
| 4     | «Геллас Верона» | 4          | 2008             |
| 5     | «Рома»          | 2          | 2024             |
| 6     | «Фороні Верона» | 2          | 2003             |
| 7     | «АКФ Мілан»     | 2          | 1999             |
| 8     | «Фіорентіна»    | 1          | 2018             |
| 9     | «Ф'яммамонца»   | 1          | 2006             |
| 10    | «Модена»        | 1          | 1997             |

## Кількість перемог в Суперкубку Італії за регіонами та містами
Суперкубок Італії з футболу серед жінок вигравали команди з 7 регіонів країни.
| Місто                   | Кількість титулів | Клуби                                |
| ----------------------- | ----------------- | ------------------------------------ |
| Сассарі (Сардинія)      | 7                 | «Торрес» (7)                         |
| Верона (Венето)         | 6                 | «Бардоліно Верона» (4), «Фороні» (2) |
| Турін (П'ємонт)         | 4                 | «Ювентус» (4)                        |
| Брешія (Ломбардія)      | 4                 | «Брешія» (4)                         |
| Рим (Лаціо)             | 2                 | «Рома» (2)                           |
| Мілан (Ломбардія)       | 2                 | «АКФ Мілан» (2)                      |
| Монца (Ломбардія)       | 1                 | «Ф'яммамонца» (1)                    |
| Флоренція (Тоскана)     | 1                 | «Фіорентіна» (1)                     |
| Модена (Емілія-Романья) | 1                 | «Модена» (1)                         |